# روجر كلارك (ممثل صوتي)
روجر كلارك (بالإنجليزية: Roger Clark)‏ هو ممثل صوت إيرلندي أمريكي. اشتهر بأداءه الصوتي والحركي لشخصية آرثر مورغان بطل لعبة الفيديو ريد ديد ريدمبشن 2 لعام 2018 والتي حصل من أجلها على العديد من الجوائز والترشيحات.      

## حياته السابقة
ولد كلارك في نيو جيرسي ونشأ في أيرلندا ودرس المسرح والإعلام والدراما في جامعة جلامورجان في ويلز.  

## أسرته
لدى كلارك زوجة تدعى مولي و لديهما طفلان.

## فيلموغرافيا

### فيلم
| عام  | عنوان                   | وظيفة      |
| ---- | ----------------------- | ---------- |
| 2014 | حلم ليلة في منتصف الصيف | دوق ثيسيوس |

### التلفاز
| عام  | عنوان                | وظيفة         |
| ---- | -------------------- | ------------- |
| 2007 | الغرب المتوحش        | الكابتن وير   |
| 2011 | ثور ولوكي: إخوة الدم | شخصيات مختلفة |
| 2013 | ساعة الصفر           | كفيل          |

### العاب فيديو
| عام  | عنوان                  | وظيفة                              | ملاحظات            |
| ---- | ---------------------- | ---------------------------------- | ------------------ |
| 2009 | شيل شوك 2: مسارات الدم | الرقيب. جاك جريفين الاموات الاحياء | صوت                |
| 2018 | ريد ديد ريدمبشن 2      | آرثر مورغان                        | أداء الصوت والحركة |